# Astra (Band)
Astra ist eine US-amerikanische Psychedelic- und Progressive-Rock-Band, die im Jahr 2006 in San Diego gegründet wurde.

## Bandgeschichte
Richard Vaughan, Conor Riley und Stuart Sclater spielten bereits seit 2001 in der Garage- und Psychedelic-Rock-Band Silver Sunshine zusammen, die ein Album und eine EP veröffentlichte. Als der Schlagzeuger Iain Sclater 2006 ausstieg, beschlossen die übrigen Bandmitglieder einen Stil- und Namenswechsel.
Brian Ellis und David Hurley vervollständigten bald die Besetzung Astras, welche die Psychedelic-Rock-Wurzeln zwar bewahrten, sich nun jedoch stärker am Progressive Rock der 1970er Jahre orientierten. Bis 2012 erschienen so zwei Alben bei Rise Above Records (in Großbritannien) und bei Metal Blade Records (in den USA). Im Juni 2013 wurde Hurley durch Paul Marrone ersetzt, da er sich beruflich umorientieren wollte. Gleichzeitig kündigte die Band die Arbeit an einem dritten Album an. Die Ankündigung wurde 2017, nach einer längeren Bandpause, wiederholt. Auch Hurley sollte wieder an den Kompositionen beteiligt sein, da er der Band gefehlt habe. Bislang ist ein drittes Album jedoch nicht erschienen. Ellis ist weiterhin als Solokünstler und Produzent aktiv. Mit Hurley und Marrone gab es 2015 ein Album als Brian Ellis Group, mit Riley und Marrone 2021 ein Demo unter dem Namen Birth. 

## Diskografie
- 2009: The Weirding
- 2012: The Black Chord